# Hřbitov mučedníků revoluce
Hřbitov mučedníků revoluce (hangul: 대성산혁명렬사릉, hanča: 大城山革命烈士陵) je severokorejský hřbitov a památník bojovníků za svobodu a nezávislost proti japonské nadvládě. Je umístěn nedaleko vrcholu hory Taesŏngsan v Pchjongjangském městském obvodu Täsŏnggujŏk.

## Popis
Hřbitov byl vybudován roku 1975. V říjnu 1985 byl zrenovován a zvětšen. Zabírá plochu 30 ha. Vstup na hřbitov je možný skrz monumentální bránu v Korejském stylu. Každý z hrobů je opatřen bronzovou bustou. Na konci hřbitova se nachází velká žulová rudá vlajka.
Hřbitov slouží zejména jako nástroj propagandy.

## Pohřbené osobnosti
- Kim Bo-hjŏn, děd Kim Ir-sena
- Kang Pan-sok, matka Kim Ir-sena
- Kim Čong-suk, první žena Kim Ir-sena
- Kim Chaek, generál a politik
- Nam Il, generál, bývalý ministr zahraničí

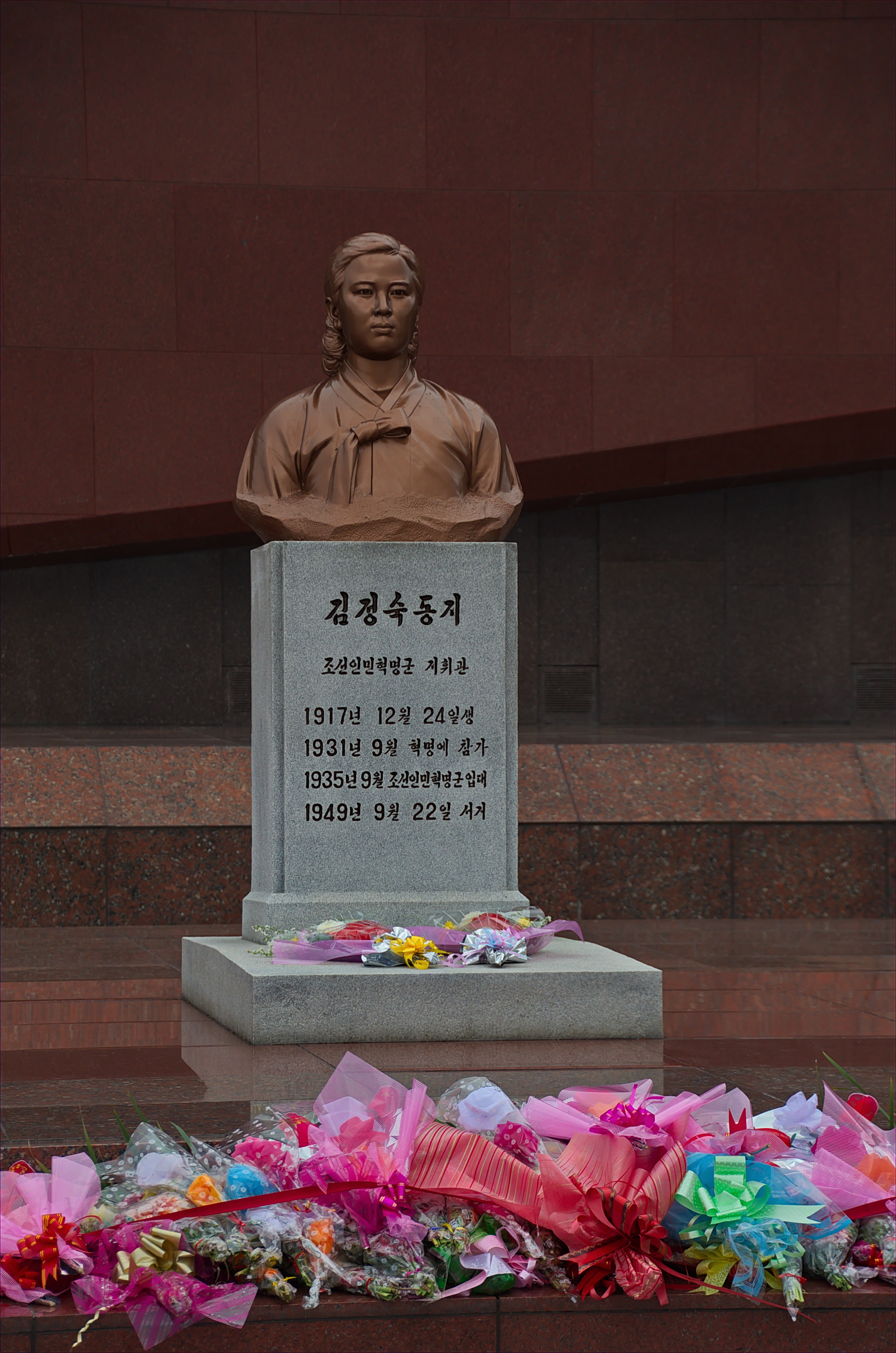
Hrob Kim Čong-suk
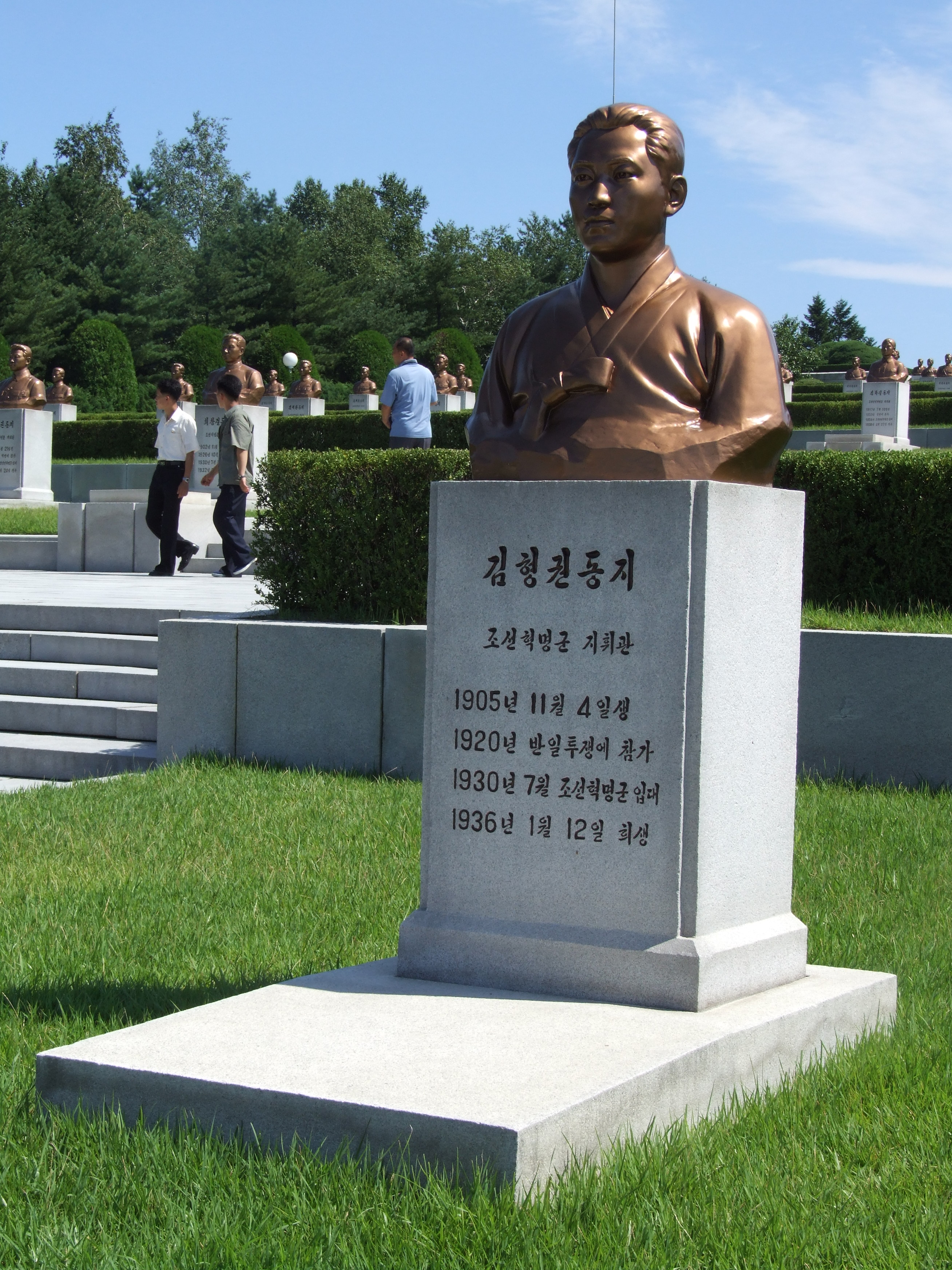
Hrob Kim Hjong-gwona, strýce Kim Ir-sena
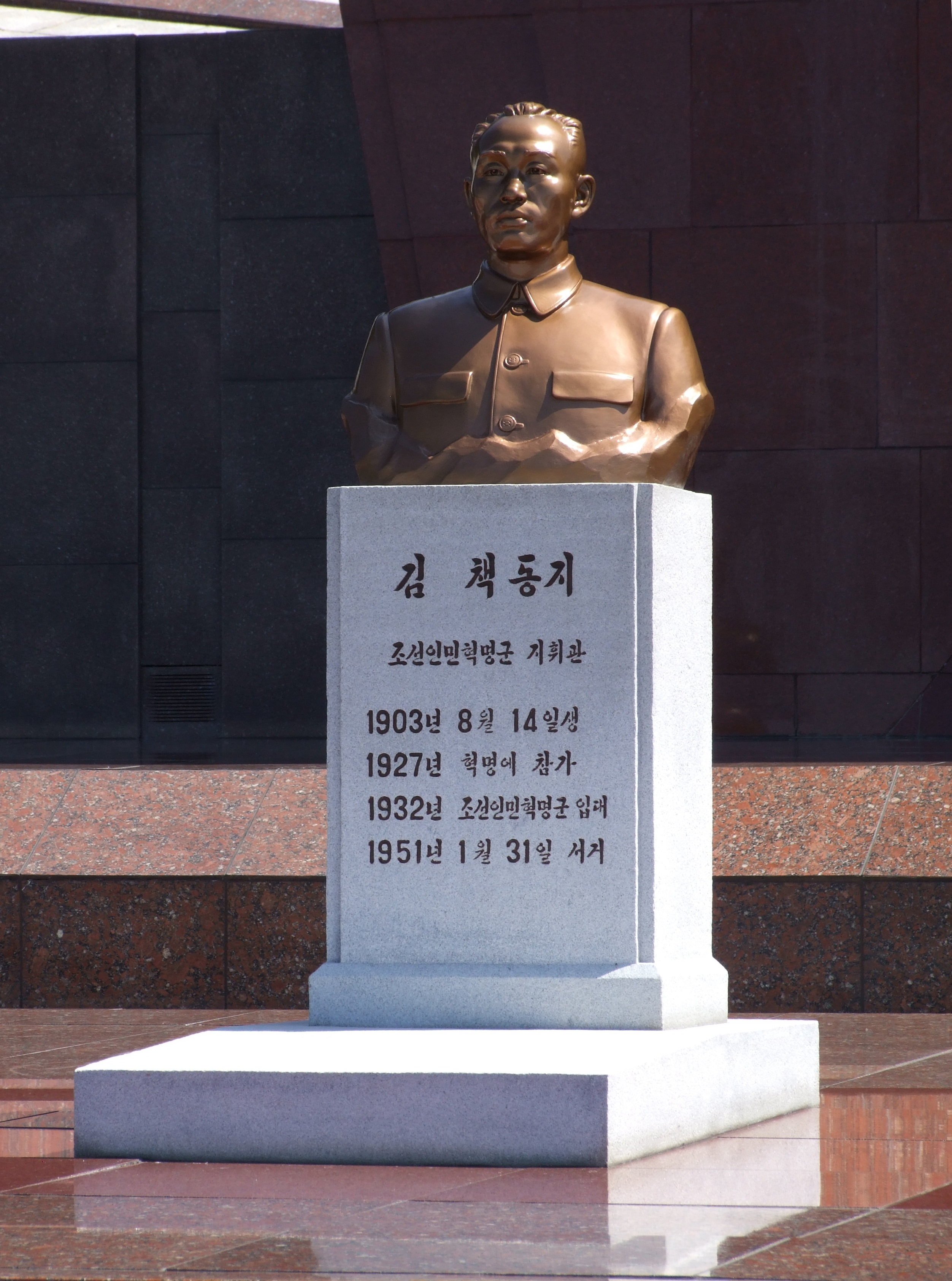
Hrob Kim Chaeka